# Yalgatinga
Yalgatinga est une ville du département de Zimtenga, dans la province de Bam, dans le Centre-nord, au Burkina Faso. En 2005, la ville comptait 209 habitants.